# Zlatna kolekcija – Meri Cetinić
Zlatna Kolekcija kompilacijski je album splitske glazbenice Meri Cetinić, kojeg 2005. godine objavljuje diskografska kuća Croatia Records.

## Popis pjesama

### Cd prvi
1. "More" (sastav More) (5:47)
2. "Gdje god da pođeš" (sastav More) (4:13)
3. "Samo simpatija" (sastav More) (3:34)
4. "Mornareva žena" (3:56)
5. "Zapleši s nama večeras" (3:24)
6. "Ti i ja" (3:49)
7. "Sve lutanje se zove" (3:45)
8. "Kad bi znao ti" (3:17)
9. "Čet'ri stađuna" (3:53)
10. "Budi dobra prema njemu" (3:20)
11. "Ja moram dalje" (4:06)
12. "Ponekad me nazovi" (3:04)
13. "Ja sam žena" (4:09)
14. "Lastavica" (3:41)
15. "U prolazu" (3:41)
16. "Nismo htjeli ni ja ni ti" (4:01)
17. "Računaj na mene" (3:41)
18. "Ako želiš, idi" (3:44)
19. "Kao rijeka svome moru" (4:31)
20. "Nek me boli ono ča volin" (duet klapa Šibenik)  (4:14)

### CD drugi
1. "Donosiš mi ljubav" (3:32)
2. "Čekala sam dugo" (4:06)
3. "Mislim na tebe" (3:16)
4. "Niko neće u mornare" (3:50)
5. "Živjela ljubav" (3:50)
6. "Prašina s puta" (3:45)
7. "Sunce mog života" (duet Oliver Dragojević) (4:25)
8. "Malo neba" (4:35)
9. "Konoba" (duet Tedi Spalato i klapa Lučica) (4:52)
10. "Potraži me u predgrađu" (4:17)
11. "Ako je život pjesma" (3:29)
12. "Gorka rijeka" (duet Tomislav Ivčić) (5:25)
13. "Evo cvate ružmarin" (3:15)
14. "Zemlja dide mog" (3:28)
15. "Zašto te volim" (3:28)
16. "Gardeline moj" (3:23)
17. "U meni budiš ženu" (4:12)
18. "Samo tuga ostaje" (3:58)
19. "Ja sam ti tu" (4:00)
20. "Jubav si moja zauvik" (duet klapa Kumpanji) (3:37)

## Vanjske poveznice
- Službene stranice Meri Cetinić - Recenzija albuma